# Symbian基金會
Symbian基金會（英語：Symbian Foundation），一個非營利的基金會，總部位於英國倫敦，負責維持Symbian平台（Symbian platform）的運作，以及認證工作。諾基亞公司是它最大的贊助者。它最早源起於Symbian公司。

## 發展狀況
2010年11月3日，歐盟成立SYMBEOSE協會（Symbian–the Embedded Operating System for Europe），以Symbian基金會為核心，並宣布將注資3100萬歐元給Symbian基金會，以確保它的生存與發展。
2010年11月8日，基金會宣布，將轉型為只負責軟體或商標等授權機構，並將Symbian平台開發權交還給諾基亞。Symbian基金會執行董事Tim Holbrow表示，近來行動市場有巨大的改變，使得該基金會某些創始會員轉移重點，將資金移出董事會，停止開發Symbian平台商品，促使了這個決定產生。

## 外部連結
- Symbian基金會（页面存档备份，存于）